# Duitse bevrijdingsoorlog
De Duitse bevrijdingsoorlog (Duits: Befreiungskriege) was de strijd van de Duitsers tegen de hegemonie van Napoleon I. De Franse keizer had veel invloed in Duitsland als beschermheer van het Rijnverbond en bondgenoot van Saksen, Württemberg en Beieren, waarvan de heersers hun koningskroon en de uitbreiding van hun gebieden aan hem persoonlijk te danken hadden. De Duitse gebieden ten westen van de Rijn en de Noordzeekust tot aan Lübeck, waren Frans grondgebied. In Midden-Duitsland regeerde Napoleons broer Jerôme Bonaparte als koning Hieronymus Napoleon I van Westfalen over een deel van Midden-Duitsland. Pruisen en Oostenrijk waren gedwongen bondgenoten van Napoleon. Beide landen moesten elk een corps van 30.000 man meezenden met de Grande Armée tijdens de veldtocht tegen Rusland in 1812.

## Conventie van Tauroggen
De Russische veldtocht was een complete nederlaag voor Keizer Napoleon, en zijn Grande Armée werd vernietigd. De commandant van het Pruisische corps, Generaal Ludwig Yorck, had in oktober en november regelmatig brieven ontvangen van Pruisische generaals in Russische dienst om met zijn corps over te lopen. Deze verzoeken had hij steevast naar Berlijn gestuurd, maar daar werd niet op geantwoord. Toen zijn corps omsingeld werd begon Yorck eigenhandig onderhandelingen over een wapenstilstand met de Russen, wat resulteerde in de Conventie van Tauroggen; de Pruisische eenheden waren per 30 december 1812 officieel neutraal, -buiten de orders van de Pruisische koning om. Het nieuws van de conventie werd in Pruisen met gejuich ontvangen, hoewel het Pruisische hof terughoudend was en zelfs een order stuurde om Yorck van zijn post te ontheffen. Pas toen Pruisen met het Verdrag van Kalisch sloot met de Russen werd Yorck in ere hersteld.

## De Zesde Coalitie
Nu de Grande Armée was vernietigd, was de mythe van de onoverwinnelijkheid van Napoleon verbroken. Pruisen sloot het Verdrag van Kalisch op 28 februari 1813 met de Russen tegen Frankrijk. Het verdrag tussen Oostenrijk en Frankrijk liep diezelfde maand af; Oostenrijk koos ervoor zich neutraal te verklaren. Groot-Brittannië onderhandelde ondertussen met Zweden. Toen Zweden de garantie kreeg dat Noorwegen aan haar zou worden toegewezen ging het een verbond aan met Groot-Brittannië en verklaarde het op 3 maart 1813 de oorlog aan Frankrijk. 14 dagen later publiceerde Koning Friedrich Wilhelm III van Pruisen zijn proclamatie An Mein Volk, waarin hij opriep de wapens tegen de Fransen op te nemen, en verklaarde hij Frankrijk de oorlog. De proclamatie werd met veel enthousiasme begroet. Vrijwilligers uit heel Duitsland meldden zich aan bij het Pruisische leger, of organiseerden zich in "Vrijkorpsen", zoals het Vrijkorps van Lützow. In juni sloot het Koninkrijk Italië zich formeel aan bij de Coalitie. Oostenrijk bleef neutraal, en verzocht te bemiddelen tussen Frankrijk en de Bondgenoten. Echter waren de eisen van de Bondgenoten voor Napoleon onacceptabel. Daarop besloot Oostenrijk zich aan te sluiten bij de coalitie en verklaarde het de oorlog aan Frankrijk in augustus. Beieren trok zich op 14 oktober -2 dagen voor de Slag bij Leipzig,- terug uit het Rijnverbond en sloot zich ook bij de Zesde Coalitie aan.

## Verloop van de oorlog
Het eerste gevecht vond plaats bij Möckern, waar op 5 april 1813 een Pruisisch-Russisch leger een Frans leger wist te verslaan. Napoleon haalde 20.000 manschappen uit Spanje om zijn positie in centraal Europa te versterken, maar dat leidde uiteindelijk tot een verzwakking van zijn positie daar. Toen zijn broer Joseph zich terugtrok uit Madrid stortte de Franse hegemonie in Spanje in. De Hertog van Wellington begon een offensief met 123.000 Britse, Spaanse en Portugese troepen. In de gevechten bij Vittoria (21 juni) en in de Pyreneeën (25 juli - 2 augustus) wist hij de Fransen definitief uit Spanje te verdrijven.
Napoleon was in januari 1813 al begonnen met het opbouwen van een nieuw leger. Gedurende de eerste helft van het jaar wist hij een legermacht van 400.000 man te verzamelen. Hij wist de Geallieerden nog te verslaan in de slagen bij Lützen (2 mei) en Bautzen (20-21 mei), maar ten koste van grote verliezen. Een wapenstilstand van 4 juni tot 13 augustus gaf beide partijen de tijd om zich te reorganiseren. Nadat onderhandelingen waren mislukt koos Oostenrijk de kant van de Geallieerden en verzamelde het twee legers in Italië en Bohemen. De Geallieerden beschikten nu over 800.000 man in het veld en een reserve van 350.000 man. Napoleon beschikte over 650.000 soldaten in Duitsland (inclusief troepen van Saksen, Beieren en de Rijnconfederatie) en 100.000 in Italië (Koninkrijk Italië en Napels); 150.000 troepen verbleven nog in Spanje.
Toen de wapenstilstand was afgelopen begon Napoleon een offensief. Bij Dresden (26-27 augustus) wist hij de bondgenoten een gevoelige nederlaag toe te brengen, maar zijn andere legers die door zijn Maarschalken Davout en Oudinot werden geleid werden verslagen bij Katzbach, Dennewits en Grossbeeren. Bij Kulm (29-30 augustus) verloor Napoleon een Corps, wat een sterke verzwakking van zijn leger betekende. Uiteindelijk verzamelde hij in oktober 175.000 man onder zijn bevel bij Leipzig waar hij een Geallieerde aanval afwachtte. Beieren ging diezelfde maand over naar de Geallieerden en het Beierse Corps werd met een Oostenrijks Corps verenigd. Drie geallieerde legers, samen uiteindelijk 430.000 man sterk, kwamen bij Leipzig samen. De slag, die bekend zou worden als de Volkerenslag bij Leipzig, begon op 16 oktober. Napoleons leger groeide tot 191.000 man, maar op een cruciaal moment liep het Saksische leger midden in het gevecht over naar de Geallieerden. Na drie dagen vechten waren de Fransen verslagen, hoewel Napoleon een relatief groot deel van zijn leger veilig en ordelijk uit Leipzig wist terug te trekken. Bij Hanau wist Napoleon op 30-31 oktober het Oostenrijks-Beiers corps dat hem de terugweg dreigde af te snijden te verslaan en trok zich met de restanten van zijn leger terug in Frankrijk. Maarschalk Davout trok zich met zijn troepen terug in Hamburg, waar zijn corps lange tijd werd belegerd.
De Zweedse troepen begonnen na de Slag bij Leipzig een offensief tegen Denemarken, dat na een snelle campagne gedwongen werd Noorwegen af te staan. Noorwegen werd zelfstandig en ging een personele unie aan met Zweden, waarbij Karel XIII van Zweden werd aanvaard als koning van Noorwegen. In Spanje had de Hertog van Wellington intussen het offensief in oktober hervat, na nieuws over het einde van de wapenstilstand in Duitsland. Hij viel met zijn leger Frankrijk binnen en wist eind 1813-begin 1814 de Fransen te verslaan bij Bayonne (10-14 december), Orthez (27 februari) en Toulouse (10 april).
In het noordoosten van Frankrijk vielen Pruisische en Russische troepen binnen, waar Napoleon hen, ondanks diverse overwinningen, niet wist tegen te houden. Russische, Pruisische en Britse troepen hadden Nederland bevrijd, dat zichzelf onafhankelijk verklaarde en de kant van de Geallieerden koos; de Prins van Oranje keerde terug en werd uitgeroepen tot Soeverein Vorst der Verenigde Nederlanden (november-december 1813). Na een kort gevecht buiten Parijs trokken de Geallieerden de Franse hoofdstad op 30 maart 1814 binnen. Napoleon deed uiteindelijk op 11 april afstand van de troon in het Verdrag van Fontainebleau, dat gevolgd werd door de Vrede van Parijs op 30 mei. Diverse geïsoleerde Franse garnizoenen, waaronder in Hamburg, Naarden en Delfzijl, werden hiervan op de hoogte gesteld, zodat ook zij hun verzet opgaven en terugkeerden naar Frankrijk.

## Gevolgen
Napoleon werd verbannen naar Elba, en het Franse Koningshuis Bourbon weer hersteld, met Lodewijk XVIII als koning. Het Congres van Wenen kwam vanaf september 1814 bij elkaar om te onderhandelen over de politieke verhoudingen in Europa. Het Rijnverbond werd opgeheven.
De Duitse bevrijdingsoorlog kan niet los worden gezien van het ontwaken van het Duitse nationalisme en de Duitse romantiek. Diplomaten van diverse Duitse staten hadden gedurende de oorlog geijverd om alle Duitse staten tegen Frankrijk te verenigen (zie bijvoorbeeld het verdrag met Beieren). De Duitsers spiegelden zich aan de glorie van de Duitse gotiek, de oude Germaanse stammen en hun vrijheidslievende aard. De oriëntatie op de Latijnse wereld, op de Romeinen en op Frankrijk nam af. Het uniform van het Vrijkorps van Lützow -zwart met rode paspellering en geelmetalen knopen- zou de inspiratie worden voor de huidige vlag van Duitsland.
- Gemeinsame Normdatei: 4005232-1
- Library of Congress Control Number: sh2008113370
- Nationale Bibliotheek van Israël: 987007554511205171